# Turó del Pi Gros (Lloret de Mar)
El Turó del Pi Gros és una muntanya de 291 metres que es troba al municipi de Lloret de Mar, a la comarca de la Selva.